# Kapelna
Kapelna – wieś w Chorwacji, w żupanii osijecko-barańskiej, w gminie Viljevo. W 2011 roku liczyła 294 mieszkańców.